# Chrysolina cinctipennis
Chrysolina cinctipennis é uma espécie de artrópode pertencente à família Chrysomelidae.